# Kamienica Dulfusa w Warszawie
Kamienica Dulfusa, także kamienica Dulfusowska – kamienica wzniesiona w 1525 r., znajdująca się przy ul. Freta nr 1 w Warszawie.

## Opis
Została wybudowana przez Jurgę Baryczkę z przeznaczeniem na składowanie towarów. Posiadała również pomieszczenia gościnne dla kupców. Po 1641 r. przeszła w ręce rodziny Zalewskich. W 1656 r. spalona przez Szwedów (był to najstarszy murowany budynek przy ulicy Freta – tzw. Giełda). Odbudowano ją jako kamienicę narożną, trzykondygnacyjną i ośmioosiową (ok. 1733 r.) W XVIII wieku znalazła się w posiadaniu prezydenta Starej Warszawy – Jana Dulfusa.
W latach 1764–1765 w kamienicy przebywał Bernard Gilly, mężczyzna liczący ok. 300 cm wzrostu, który pokazywany był ludności za opłatą.
Na przełomie XVIII i XIX wieku w kamienicy mieszkała siostra księcia Józefa Poniatowskiego.
Podczas II wojny światowej budynek spalono. Odbudowano w 1950 r. według projektu J. Dutkiewicza. Przed 1939 r. na wysokości pierwszego piętra umieszczone były figury Najświętszej Marii Panny i św. Jana Nepomucena. Po wojnie nie zostały one odtworzone. Na ich miejscu, na niszach umieszczono rzeźby Cerery i Merkurego, które po kilkudziesięciu latach również usunięto.